# Die Unzerbrechlichen
Die Unzerbrechlichen ist ein deutscher Dokumentarfilm aus dem Jahr 2006. Der Film von Dominik Wessely beschreibt die unerwartete Rettung der Glashütte Theresienthal im Bayerischen Wald, die im April 2001 Insolvenz anmelden musste.

## Hintergrund
Die Wiederbelebung der traditionsreichen Glashütte Theresienthal im Jahr 2004 war das Ergebnis eines von der Eberhard von Kuenheim Stiftung gesteuerten Projektes, an dem sich mehrere Dutzend Partner aus Wirtschaft, Politik und drittem Sektor zu großen Teilen unentgeltlich beteiligten. Regisseur Dominik Wessely begleitete dieses Projekt über einen Zeitraum von mehr als zwei Jahren hinweg mit der Kamera (Oktober 2003 bis Februar 2005). Die Unzerbrechlichen startete am 18. Januar 2007 in Deutschland im Kino, die Premiere fand am 21. Juli 2006 auf dem Internationalen Filmfest München statt. Die Geschichte der Wiederbelebung der Glashütte Theresienthal ist auch Gegenstand des Tatsachenberichts „Unternehmen statt Unterlassen“, der ebenfalls von Dominik Wessely verfasst worden ist, gemeinsam mit Christoph Glaser.

## Auszeichnungen
- Dokumentarfilmpreis 2006 des Goethe-Instituts
- Berndt-Media-Preis, Kinofest Lünen 2006